# Cantó de Noroy-le-Bourg
El cantó de Noroy-le-Bourg és un cantó francès del departament de l'Alt Saona, situat al districte de Vesoul. Té 16 municipis i el cap és Noroy-le-Bourg.

## Municipis
- Autrey-lès-Cerre
- Borey
- Calmoutier
- Cerre-lès-Noroy
- Colombe-lès-Vesoul
- Colombotte
- Dampvalley-lès-Colombe
- La Demie
- Esprels
- Liévans
- Montjustin-et-Velotte
- Neurey-lès-la-Demie
- Noroy-le-Bourg
- Vallerois-le-Bois
- Vallerois-Lorioz
- Villers-le-Sec

## Història
| Data d'elecció                           | Identitat         | Partit          | Qualitat |
| ---------------------------------------- | ----------------- | --------------- | -------- |
| 1945-1949                                | M. Euvrard        | RGR             |          |
| 1949-197.                                | Roger Loth        | RPF, després RI |          |
| 197.-1979                                | M. Mussot         | Divers gauche   |          |
| 1979-1992                                | Gabriel Petitjean | UDF             |          |
| 1992-1998                                | Étienne Philippe  | UDF             |          |
| 1998-                                    | Gérard Bontour    | PS              |          |
| les dades anteriors no són pas conegudes |                   |                 |          |
|                                          |                   |                 |          |

## Demografia
| A partir de 1990: Població sense dobles comptes |